# Spargania subdecorata
Spargania subdecorata är en fjärilsart som beskrevs av Paul Dognin 1911. Spargania subdecorata ingår i släktet Spargania och familjen mätare. Inga underarter finns listade i Catalogue of Life.